# Haplopappus scrobiculatus
Haplopappus scrobiculatus là một loài thực vật có hoa trong họ Cúc. Loài này được (Nees) DC. mô tả khoa học đầu tiên năm 1836.